# マッツィーン
マッツィーン（イタリア語: Mazzin ; ラディン語: Mazin）は、イタリア共和国トレンティーノ＝アルト・アディジェ州トレント自治県にある、人口約600人の基礎自治体（コムーネ）。

## 名称
イタリア語・ラディン語以外の言語では以下の名称を持つ。
- ドイツ語: Matzin

## 地理

### 位置・広がり
トレント自治県北東部、ヴァル・ディ・ファッサに位置するコムーネ。モエーナから北北東へ9km、ボルツァーノから東へ27km、県都トレントから北東へ62kmの距離にある。

#### 隣接コムーネ
隣接するコムーネは以下の通り。括弧内のBZはボルツァーノ自治県所属を示す。
- カナツェーイ
- カンピテッロ・ディ・ファッサ
- サン・ジョヴァンニ・ディ・ファッサ (ポッツァ・ディ・ファッサ)
- ティーレス (BZ)

## 行政

### 分離集落
マッツィーンには、以下の分離集落（フラツィオーネ）がある。
- Campestrin, Fontanazzo (sede comunale), Fontanazzo di sopra, Mazzin

### Comunità di valle
トレント自治県が設置した広域行政組織 Comunità di valle "Comun General de Fascia" （事務所所在地: ポッツァ・ディ・ファッサ）に属する。

## 住民

### 言語
| 少数言語話者の割合（2011年） | 少数言語話者の割合（2011年） | 少数言語話者の割合（2011年） | 少数言語話者の割合（2011年） | 少数言語話者の割合（2011年） |
| ---------------------------- | ---------------------------- | ---------------------------- | ---------------------------- | ---------------------------- |
|                              |                              |                              |                              |                              |
| ラディン語                   | ラディン語                   |                              | 77.3%                        | 77.3%                        |
| モケーニ語                   | モケーニ語                   |                              | 0.0%                         | 0.0%                         |
| チンブロ語                   | チンブロ語                   |                              | 0.0%                         | 0.0%                         |

2011年10月9日に行われた国勢調査によれば、住民493人中381人（77.3%）がラディン語話者であった。